# Georgisk kongetitel
Georgisk kongetitel (georgisk: ქართველი მეფის წოდება, kartveli mepis ts’odeba) henviser til den formelle tiltaleform for Georgiens konger og regerende dronninger, hvilket har ændret sig mange gange i løbet af landets historie, først som Kongeriget Iberien og dernæst i form af det samlede georgiske kongerige, samt i monarkierne efter rigets opløsning.
Efter Kong David 4., har alle georgiske konger valgt at anvende meget imperialske titler: «Kongernes Konge over abkhasierne, ibererne, ranierne, kakhetianerne, armenierne og over Shaki, Alania og Rus, Messias’ sværd, kejser over hele Østen, den uovervindelige, Guds tjener og forsvarer.»
Straffen for verbal fornærmelse af en georgisk konge var tungelemlæstelse og halshugning.